# Renzo degli Anguillara
Renzo degli Anguillara, auch bekannt als Renzo da Ceri oder Lorenzo Orsini (* Januar 1475 oder 1476 in Ceri; † 20. Januar 1536 in Blera), war ein italienischer Condottiere.

Orsini-Wappen

## Leben
Der Sohn von Giovanni, Herr von Ceri, und Giovanna Orsini von Monterotondo wurde wahrscheinlich am 12. Januar 1475 oder 1476 geboren. Er erhielt von klein auf eine Ausbildung im militärischen Bereich und stand in den Diensten des Kirchenstaates, wo er vom Papst belohnt und geehrt wurde. Im Jahr 1510 trat er mit Erlaubnis von Papst Julius II. in den Dienst der Venezianer und befehligte im Rang eines Hauptmanns eine Kompanie von hundert Reitern. Im Jahr 1514, als Prospero Colonna und Silvio Savelli Crema belagern wollten, bedrängte er die feindlichen Lager mit plötzlichen Angriffen und nahm an der Adda, bei Castiglione Lodigiano, fünfzig Gefangene. Er besiegte Savelli, wurde aber von Colonna geschlagen, mit dem er eine Kapitulation aushandeln musste.
Nach einem Streit mit Bartolomeo d’Alviano kehrte er in den Dienst der Kirche zurück und der Papst übertrug ihm das Vikariat der Burg von Bieda (heute Blera). Im Jahr 1522 stellte er sich auf die Seite des französischen Königs gegen Florenz. Später besiegte er im Gebiet von Siena Gerolamo dei Pepoli und nahm ihn gefangen, führte aber das Vorhaben, die Stadt zu stürmen, nicht aus und wandte sich erfolglos Orbetello zu.
1523, nach dem Tod von Papst Hadrian VI., griff er Rubiera an und besetzte dann zusammen mit dem Herzog von Ferrara Reggio Emilia. Im Dienste Frankreichs versuchte er vergeblich Arona zu erobern. Im Jahr 1524 bewachte er Vigevano. Im Jahr 1527, während des Sacco di Roma, war er in Rom, um es gegen die Landsknechte zu verteidigen.
Er starb Ende Januar 1536 in der Nähe von Blera in Latium während einer Jagd bei einem verhängnisvollen Sturz vom Pferd.

## Abstammung
Lorenzo heiratete Lucrezia Orsini (?–1508), mit der er folgende Kinder hatte:
- Giampaolo, Condottiero
- Gerolama, Nonne

In zweiter Ehe heiratete er 1508 Francesca di Giangiordano Orsini von Aragon, Markgräfin von Padula, und sie hatten einen Sohn, Lelio.